# Culex postspiraculosus
Culex postspiraculosus är en tvåvingeart som beskrevs av Lee 1944. Culex postspiraculosus ingår i släktet Culex och familjen stickmyggor. Inga underarter finns listade i Catalogue of Life.